# Piccolo Coro dell’Antoniano (1987)
Piccolo Coro dell’Antoniano pod dyrekcją Mariele Ventre – album chóru Piccolo Coro dell’Antoniano, wydany w roku 1987. Zawiera wybrane piosenki, wykonywane przez zespół podczas koncertów w Polsce w roku 1987.
Album powstał specjalnie na rynek polski, a większość zawartych na nim utworów pochodzi z płyt, wydanych wcześniej we Włoszech. Wydawcą był Wifon. Ukazał się on na kasetach magnetofonowych (MC 0229) oraz płytach winylowych (LP 125). Album zdobył status Złotej Płyty, po odbiór której, w roku 1990, do Polski przyleciała Mariele Ventre.

## Lista utworów
Strona A
1. Noi ragazzi di oggi (C. Minellono – S. Cotugno) 3:25
2. Scusa Gesú, Ti do del tu (Oh, happy day!) (G. Libano – G.B. Martelli – Coppo) 3:16
3. La slitta vagabonda (M.D. Adda – F. Spadavecchia – S. Chiesa) 2:47
4. Ninna nanna (W.A. Mozart – oprac. G.B. Martelli) 3:39
5. La mazurca della mela annurca (Czerwone jabłuszko) (D. Grimandi Trzaskowska – G. Calabrese – muz. tradyc. – oprac. G.B. Martelli) 3:41
6. Sorridi sorridi (L. Zanin – Perotti – G.B. Martelli) 3:06

Strona B
1. Nella vecchia fattoria (Old McDonald Had a Farm) (T. Giacobetti – G. Kramer – V. Savona) 3:43
2. Concerto per il Papa (F. Rossi – S. Schifano – G. Basso– A. Martelli) 3:25
3. Pubbli pubbli pubblicità (A. Valeri Manera – G.B. Martelli) 4:06
4. Saluto alla Vergine (S.Francesco d'Assisi – W. Proni) 2:10
5. Voci di città (D. Baldan Bembo – S. Bardotti – N.M. Giacomelli – M. Bongiorno) 3:20
6. We are the world (M. Jackson – L. Richie – Q. Jones) 4:14

## Informacje dodatkowe
- Zespołowi akompaniuje orkiestra G.B. Martelliego
- Licencja: Five Record, Peer-Southern Productions, Fonitcetra, przy współpracy "Expressu Wieczornego"
- Projekt graficzny okładki: A. Pągowski
- Cena kasety (z okładki): 500 zł
- Foto: A. Salmi